# Muzaffarabad
Muzaffarabad is een plaats in Pakistan en is de hoofdplaats en tevens de grootste plaats van het territorium Azad Kasjmir.
De stad ligt in een gelijknamig district nabij de samenvloeiing van Jhelum en de Neelum. Het district wordt in het noorden begrensd door de provincie Khyber-Pakhtunkhwa in het westen, de Kupwara en Baramulla districten van het Indische Jammu en Kasjmir en het eveneens onder Azad Kasjmir vallende district Neelum.
Muzaffarabad had in 2017 149.913 inwoners en ligt op een hoogte van 737 meter.